# Obaga de Pedra Ficada
L'Obaga de Pedra Ficada és una obaga del terme municipal de Conca de Dalt, a l'antic terme d'Hortoneda de la Conca, al Pallars Jussà, en territori que havia estat de l'antic poble de Senyús.
Es troba al sud-est de Senyús, al nord dels Masos de la Coma i a migdia del Clot del Baster. És també al nord-est de lo Parracó, del Serrat de la Pera i del Pletiu de Cap de la Canal.